# جاكي روبرتسون
جاكي روبرتسون (بالإنجليزية: Jackie Robertson)‏ (15 يوليو 1928 أبردين المملكة المتحدة - 1 يناير 2014 المملكة المتحدة) هو لاعب كرة قدم بريطاني سابق كان يلعب كمهاجم.